# ب‌ام‌و زد۸

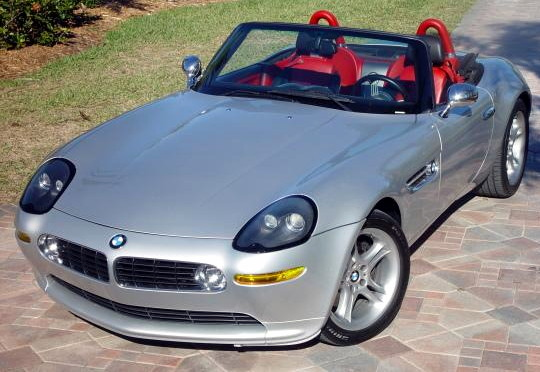

ب‌ام‌و زد۸ (BMW Z۸) خودرویی است که در سال‌های ۲۰۰۰–۲۰۰۳تولید شده‌است.
ب‌ام‌و زد۸ (BMW Z۸) خودرویی است که در سال‌های ۲۰۰۰–۲۰۰۳تولید شده‌است. طراح آن آقای هنریک فیسکر است
این خودرو در کلاس خودرو اسپورت قرار گرفته، طراحی آن خودروهای موتور جلو-محور عقب بوده طول آن در حالت طبیعی ۱۷۳٫۲ اینچ (۴٬۴۰۰ میلیمتر) و عرض آن در حالت طبیعی ۷۲ اینچ (۱٬۸۰۰ میلیمتر) و ارتفاع آن در حالت طبیعی ۵۱٫۹ اینچ (۱٬۳۲۰ میلیمتر) است. سیستم جعبه‌دندهٔ آن ۵ دنده به دو صورت خودکار و دستی است.